# Gymnomyces fragrans
Gymnomyces fragrans är en svampart som först beskrevs av A.H. Sm., och fick sitt nu gällande namn av Trappe, T. Lebel & Castellano 2002. Gymnomyces fragrans ingår i släktet Gymnomyces och familjen kremlor och riskor.   Inga underarter finns listade i Catalogue of Life.